# Harry Styles/Auszeichnungen für Musikverkäufe

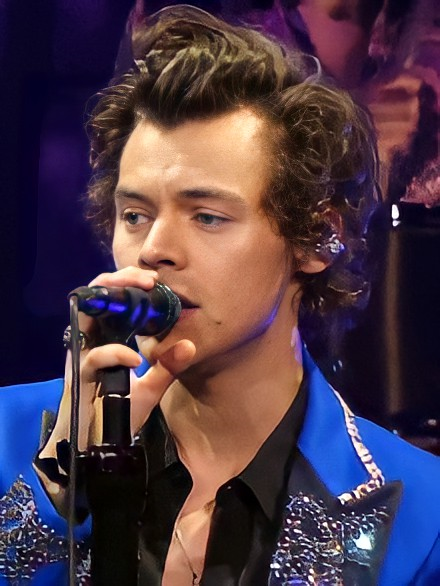
Harry Styles (2018)

Dies ist eine Übersicht über die Auszeichnungen für Musikverkäufe des britischen Sängers Harry Styles. Die Auszeichnungen finden sich nach ihrer Art (Gold, Platin usw.), nach Staaten getrennt in chronologischer Reihenfolge, geordnet sowie nach den Tonträgern selbst, ebenfalls in chronologischer Reihenfolge, getrennt nach Medium (Alben, Singles usw.), wieder.

## Auszeichnungen
| - Vereinigtes Königreich - 2021: für die Autorenbeteiligung Olivia (One Direction) - 2022: für das Lied She - 2022: für das Lied Sunflower, Vol. 6 - 2022: für das Lied From the Dining Table - 2022: für das Lied Carolina - 2022: für das Lied To Be So Lonely - 2022: für das Lied Treat People With Kindness - 2022: für das Lied Meet Me in the Hallway - 2022: für das Lied Woman - 2023: für das Lied Only Angel - 2023: für das Lied Grapejuice - 2023: für das Lied Cinema - 2023: für das Lied Canyon Moon - 2023: für das Lied Daydreaming - 2023: für die Autorenbeteiligung Where Do Broken Hearts Go (One Direction) - 2023: für die Autorenbeteiligung If I Could Fly (One Direction) - 2023: für das Lied Ever Since New York - 2024: für das Lied Boyfriends - 2024: für das Lied Girl Crush - Argentinien - 2020: für die Single Adore You - Australien - 2022: für das Lied Canyon Moon - 2022: für das Lied Girl Crush - 2022: für das Lied Only Angel - 2022: für das Lied She - 2022: für das Lied Sunflower, Vol. 6 - 2022: für das Lied To Be So Lonely - 2022: für das Lied Woman - 2023: für das Lied Cinema - 2023: für das Lied Daydreaming - 2023: für das Lied Keep Driving - 2023: für das Lied Love of My Life - Belgien - 2020: für das Album Harry Styles - 2021: für das Album Fine Line - Brasilien - 2022: für das Lied Carolina - 2022: für das Lied From the Dining Table - 2022: für das Lied Girl Crush - 2022: für das Lied Meet Me in the Hallway - 2022: für das Lied Only Angel - 2022: für das Lied Woman - Dänemark - 2020: für die Single Lights Up - 2020: für die Single Sweet Creature - 2021: für die Single Golden - 2025: für das Lied Matilda - 2025: für das Lied Fine Line - 2025: für die Single Kiwi - Deutschland - 2022: für das Album Harry Styles - 2022: für die Single Adore You - 2022: für das Album Fine Line - 2023: für das Album Harry’s House - Frankreich - 2022: für die Single Falling - 2024: für die Single Golden - Griechenland - 2021: für die Single Adore You - 2022: für die Single Golden - 2022: für die Single Late Night Talking - Island - 2022: für das Album Fine Line - 2022: für das Album Harry Styles - 2023: für das Album Harry’s House - Italien - 2021: für die Single Sweet Creature - 2021: für die Single Falling - 2021: für die Single Lights Up - 2021: für die Autorenbeteiligung If I Could Fly (One Direction) - 2023: für die Single Kiwi - 2023: für das Lied Matilda - 2024: für die Single Satellite - Japan - 2024: für das Streaming Story Of My Life - 2025: für das Streaming As It Was - Kanada - 2020: für die Single Kiwi - 2020: für die Single Two Ghosts - 2020: für das Lied Cherry - 2020: für das Lied Sunflower, Vol. 6 - 2020: für das Lied To Be So Lonely - 2023: für das Lied Boyfriends - 2023: für das Lied Daydreaming - 2023: für das Lied Grapejuice - 2023: für das Lied Keep Driving - 2023: für das Lied Love of My Life - Mexiko - 2020: für die Autorenbeteiligung A.M. (One Direction) - 2020: für die Autorenbeteiligung If I Could Fly (One Direction) - 2022: für das Lied Treat People With Kindness - 2023: für die Single Music for a Sushi Restaurant - 2023: für das Lied Love of My Life - 2025: für die Single Adore You - Neuseeland - 2023: für die Single Music for a Sushi Restaurant - 2023: für das Lied Matilda - 2023: für die Single Satellite - Niederlande - 2017: für das Album Harry Styles - Norwegen - 2018: für das Album Harry Styles - 2020: für die Single Falling - 2020: für die Single Lights Up - Österreich - 2022: für das Album Harry Styles - 2022: für die Single Lights Up - 2022: für die Single Falling - 2022: für die Single Golden - 2022: für das Album Harry’s House - Polen - 2022: für die Single Kiwi - 2023: für die Single Sweet Creature - 2023: für das Lied Fine Line - 2023: für das Lied Matilda - 2024: für die Single Satellite - 2024: für die Single Music for a Sushi Restaurant - 2024: für das Lied She - 2024: für das Lied Little Freak - 2024: für das Lied Daylight - Portugal - 2019: für die Single Sign of the Times - 2020: für die Single Lights Up - 2022: für das Album Harry Styles - 2022: für das Lied Matilda - 2022: für das Album Harry’s House - 2023: für die Single Satellite - Schweden - 2015: für die Autorenbeteiligung Story of My Life (One Direction) - 2017: für die Single Sweet Creature - 2018: für das Album Harry Styles - 2022: für die Single Late Night Talking - Schweiz - 2014: für die Autorenbeteiligung Story of My Life (One Direction) - 2018: für das Album Harry Styles - 2023: für die Single Late Night Talking - Singapur - 2020: für das Album Harry Styles - Spanien - 2014: für das Streaming Story Of My Life - 2024: für die Single Lights Up - 2024: für die Single Music for a Sushi Restaurant - 2024: für die Single Sweet Creature - 2024: für das Lied Matilda - 2024: für die Single Kiwi - 2024: für die Autorenbeteiligung Perfect (One Direction) - 2024: für die Single Satellite - 2024: für das Lied Little Freak - 2024: für das Lied Fine Line - 2024: für das Lied Daylight - Südafrika - 2016: für die Autorenbeteiligung Perfect (One Direction) - 2022: für die Single Golden - Vereinigte Staaten - 2021: für das Lied Meet Me in the Hallway - 2021: für das Lied Woman - 2021: für das Lied Carolina - 2021: für das Lied To Be So Lonely - 2021: für das Lied Only Angel - 2022: für das Lied Canyon Moon - 2022: für das Lied Ever Since New York - 2022: für das Lied Treat People With Kindness - 2023: für das Lied Daylight - 2023: für das Lied Little Freak - 2023: für das Lied Grapejuice - 2023: für das Lied Cinema - 2023: für das Lied Daydreaming - 2023: für das Lied Keep Driving - 2023: für das Lied Love of My Life - 2023: für das Lied Boyfriends - Vereinigtes Königreich - 2023: für das Lied Daylight - 2024: für die Single Two Ghosts - 2024: für das Lied Little Freak - 2024: für das Lied Keep Driving - 2024: für das Lied Cherry | - Argentinien - 2020: für die Single Watermelon Sugar - Australien - 2020: für die Single Kiwi - 2022: für das Lied Cherry - 2022: für das Lied Fine Line - 2022: für das Lied From the Dining Table - 2022: für die Single Two Ghosts - 2023: für die Single Music for a Sushi Restaurant - 2023: für das Lied Matilda - 2023: für das Lied Daylight - 2023: für das Lied Little Freak - 2023: für die Single Satellite - Belgien - 2017: für die Single Sign of the Times - 2020: für die Single Watermelon Sugar - 2021: für die Single Adore You - 2023: für das Album Harry’s House - Brasilien - 2020: für die Single Sweet Creature - 2022: für das Lied Canyon Moon - 2022: für das Lied Cherry - 2022: für das Lied Ever Since New York - 2022: für das Lied Fine Line - 2022: für das Lied She - 2022: für das Lied Sunflower, Vol. 6 - 2022: für das Lied To Be So Lonely - 2022: für das Lied Treat People With Kindness - 2022: für die Single Kiwi - 2022: für die Single Two Ghosts - 2023: für das Lied Cinema - 2023: für das Lied Daydreaming - 2023: für das Lied Grapejuice - 2023: für das Lied Keep Driving - 2025: für das Lied Boyfriends - Dänemark - 2014: für das Streaming Story of My Life (One Direction) - 2020: für die Autorenbeteiligung Perfect (One Direction) - 2022: für die Single Falling - 2022: für die Autorenbeteiligung Night Changes (One Direction) - 2024: für die Single Late Night Talking - Frankreich - 2023: für das Album Harry Styles - 2023: für die Single Adore You - 2024: für die Single Late Night Talking - Griechenland - 2024: für die Autorenbeteiligung Story of My Life - 2024: für die Autorenbeteiligung Night Changes - Italien - 2014: für die Autorenbeteiligung Story of My Life (One Direction) - 2016: für die Autorenbeteiligung Perfect (One Direction) - 2021: für die Single Golden - 2023: für die Single Adore You - 2023: für die Autorenbeteiligung Night Changes (One Direction) - 2024: für die Single Late Night Talking - Japan - 2014: für die Autorenbeteiligung Story of My Life (Digital, One Direction) - Kanada - 2017: für die Autorenbeteiligung Night Changes (One Direction) - 2018: für das Album Harry Styles - 2020: für die Single Sweet Creature - 2023: für das Lied Daylight - 2023: für das Lied Matilda - 2023: für das Lied Little Freak - 2023: für die Single Satellite - 2023: für die Single Music for a Sushi Restaurant - Mexiko - 2020: für die Autorenbeteiligung Night Changes (One Direction) - 2020: für die Single Lights Up - 2021: für die Single Two Ghosts - 2023: für das Lied Fine Line - 2023: für das Lied She - 2025: für das Lied Matilda - Neuseeland - 2021: für die Single Kiwi - 2023: für die Single Late Night Talking - Norwegen - 2020: für das Album Fine Line - 2020: für die Single Adore You - 2020: für die Single Sign of the Times - Österreich - 2022: für die Single Sign of the Times - 2022: für das Album Fine Line - 2022: für die Single Adore You - Polen - 2020: für die Single Lights Up - 2022: für die Single Golden - 2023: für die Single Falling - 2023: für die Single Late Night Talking - Portugal - 2021: für die Single Falling - 2022: für das Album Fine Line - 2022: für die Single Golden - 2022: für die Single Late Night Talking - Schweden - 2020: für das Album Fine Line - 2022: für das Album Harry’s House - Schweiz - 2021: für die Single Adore You - 2022: für das Album Fine Line - Singapur - 2021: für das Album Fine Line - Spanien - 2021: für das Album Fine Line - 2024: für die Single Falling - 2024: für die Single Golden - 2024: für die Single Late Night Talking - 2024: für die Autorenbeteiligung Night Changes (One Direction) - Südafrika - 2022: für die Single Falling - 2022: für die Single As It Was - Vereinigte Staaten - 2015: für die Autorenbeteiligung Night Changes (One Direction) - 2021: für die Single Kiwi - 2022: für das Lied Cherry - 2022: für das Lied Fine Line - 2022: für das Lied She - 2022: für die Single Two Ghosts - 2023: für die Single Music for a Sushi Restaurant - 2023: für das Lied From the Dining Table - 2023: für das Lied Sunflower, Vol. 6 - 2023: für das Lied Matilda - 2023: für die Single Satellite - Vereinigtes Königreich - 2017: für die Autorenbeteiligung Perfect (One Direction) - 2021: für die Single Lights Up - 2022: für die Single Golden - 2023: für die Single Sweet Creature - 2023: für die Single Kiwi - 2023: für die Single Music for a Sushi Restaurant - 2024: für das Lied Matilda - 2024: für die Single Satellite - 2025: für das Lied Fine Line - Deutschland - 2022: für die Autorenbeteiligung Story of My Life (One Direction) - 2023: für die Single As It Was - 2023: für die Single Watermelon Sugar - 2023: für die Single Sign of the Times - Mexiko - 2016: für die Autorenbeteiligung Story of My Life (One Direction) - 2022: für die Single Kiwi - 2022: für die Single Sweet Creature - 2023: für die Single Late Night Talking | - Australien - 2022: für die Single Lights Up - 2022: für die Single Sweet Creature - 2022: für das Album Harry Styles - 2023: für das Album Harry’s House - Brasilien - 2022: für die Single Falling - 2023: für das Album Harry Styles - 2023: für das Lied Little Freak - 2023: für die Single Music for a Sushi Restaurant - 2025: für das Lied Daylight - 2025: für das Lied Love of My Life - Dänemark - 2023: für die Autorenbeteiligung Story of My Life (One Direction) - 2023: für das Album Harry Styles - 2023: für die Single Sign of the Times - 2025: für die Single Adore You - Frankreich - 2024: für das Album Harry’s House - 2025: für das Album Fine Line - Italien - 2017: für die Single Sign of the Times - 2022: für das Album Harry Styles - 2023: für das Album Harry’s House - Kanada - 2017: für die Autorenbeteiligung Perfect (One Direction) - 2022: für die Single Lights Up - 2022: für die Single Golden - 2023: für das Album Harry’s House - Neuseeland - 2022: für die Autorenbeteiligung Perfect (One Direction) - 2023: für die Single Golden - 2024: für die Single Sweet Creature - 2024: für die Single Lights Up - Norwegen - 2020: für die Single Watermelon Sugar - Österreich - 2022: für die Single As It Was - Portugal - 2021: für die Single Adore You - Schweden - 2017: für die Single Sign of the Times - 2022: für die Single As It Was - Schweiz - 2018: für die Single Sign of the Times - 2021: für die Single Watermelon Sugar - Spanien - 2023: für das Album Harry’s House - 2024: für die Single Sign of the Times - 2024: für die Autorenbeteiligung Story of My Life (One Direction) - 2025: für die Single Adore You - Südafrika - 2022: für die Single Adore You - Vereinigte Staaten - 2022: für die Single Lights Up - 2022: für die Single Golden - 2023: für das Album Harry’s House - 2023: für die Single Sweet Creature - 2023: für die Single Late Night Talking - 2023: für das Album Harry Styles - Vereinigtes Königreich - 2021: für die Autorenbeteiligung Night Changes (One Direction) - 2022: für die Single Falling - 2025: für die Single Late Night Talking - 2025: für das Album Harry Styles - Mexiko - 2022: für die Single Falling - 2022: für die Autorenbeteiligung Perfect (One Direction) - Australien - 2020: für die Autorenbeteiligung Perfect (One Direction) - 2023: für die Single Golden - 2023: für die Single Late Night Talking - 2023: für das Album Fine Line - Brasilien - 2025: für die Single Satellite - Dänemark - 2024: für die Single Watermelon Sugar - 2024: für die Single As It Was - 2024: für das Album Harry’s House - Griechenland - 2023: für die Single Watermelon Sugar - Italien - 2024: für die Single Watermelon Sugar - 2024: für das Album Fine Line - Kanada - 2023: für die Single Late Night Talking - Neuseeland - 2023: für das Album Harry Styles - Mexiko - 2022: für das Album Harry Styles - Österreich - 2022: für die Single Watermelon Sugar - Polen - 2021: für die Single Adore You - 2023: für die Single Sign of the Times - 2023: für das Album Harry Styles - Südafrika - 2022: für die Single Watermelon Sugar - Vereinigte Staaten - 2015: für die Autorenbeteiligung Story of My Life (One Direction) - 2022: für das Album Fine Line - 2023: für die Single Falling - Vereinigtes Königreich - 2024: für die Single Sign of the Times - 2024: für das Album Fine Line - 2024: für die Single Adore You - 2025: für die Autorenbeteiligung Story of My Life (One Direction) - 2025: für das Album Harry’s House - Mexiko - 2025: für die Single Sign of the Times - Argentinien - 2020: für das Album Fine Line - Australien - 2020: für die Autorenbeteiligung Story of My Life (One Direction) - 2023: für die Single Falling - Dänemark - 2024: für das Album Fine Line - Kanada - 2017: für die Autorenbeteiligung Story of My Life (One Direction) - 2020: für die Single Sign of the Times - 2022: für die Single Falling - 2022: für das Album Fine Line - Mexiko - 2023: für die Single Watermelon Sugar - Neuseeland - 2024: für das Album Harry’s House - 2024: für die Autorenbeteiligung Story of My Life (One Direction) - 2025: für die Single Falling - 2025: für die Autorenbeteiligung Night Changes (One Direction) - Polen - 2021: für die Single Watermelon Sugar - 2024: für das Album Harry’s House - Schweiz - 2023: für die Single As It Was - Spanien - 2024: für die Single Watermelon Sugar - Ungarn - 2023: für das Album Harry’s House - Vereinigtes Königreich - 2023: für die Single Watermelon Sugar - Mexiko - 2023: für die Single Golden - Italien - 2024: für die Single As It Was - Neuseeland - 2024: für die Single Adore You - 2025: für die Single Sign of the Times - Norwegen - 2014: für die Autorenbeteiligung Story of My Life (One Direction) - Vereinigte Staaten - 2022: für die Single Adore You - 2022: für die Single Sign of the Times - Vereinigtes Königreich - 2024: für die Single As It Was - Australien - 2024: für die Autorenbeteiligung Night Changes (One Direction) - Kanada - 2022: für die Single Adore You - Neuseeland - 2024: für die Single As It Was - 2024: für das Album Fine Line - Spanien - 2024: für die Single As It Was - Vereinigte Staaten - 2023: für die Single As It Was - Australien - 2023: für die Single Adore You - 2023: für die Single Sign of the Times - Neuseeland - 2024: für die Single Watermelon Sugar - Vereinigte Staaten - 2023: für die Single Watermelon Sugar - Kanada - 2023: für die Single As It Was - Portugal - 2024: für die Single Watermelon Sugar - Ungarn - 2024: für die Single As It Was - Portugal - 2024: für die Single As It Was - Australien - 2024: für die Single As It Was - 2024: für die Single Watermelon Sugar - Brasilien - 2021: für die Single Lights Up - 2022: für die Single Golden - 2023: für das Album Harry’s House - 2025: für das Lied Matilda - Frankreich - 2021: für die Single Watermelon Sugar - 2021: für die Single Sign of the Times - 2022: für die Single As It Was - Griechenland - 2024: für die Single As It Was - Kanada - 2022: für die Single Watermelon Sugar - Mexiko - 2023: für die Single Watermelon Sugar - 2023: für das Album Fine Line - Polen - 2024: für die Single As It Was - 2024: für das Album Fine Line - Brasilien - 2022: für die Single Sign of the Times - 2023: für das Album Fine Line - 2025: für die Single Late Night Talking - Mexiko - 2025: für die Single As It Was - 2025: für die Single Adore You - 2025: für die Single Sign of the Times - Brasilien - 2021: für die Single Watermelon Sugar - 2022: für die Single Adore You - Brasilien - 2025: für die Single As It Was |

## Auszeichnungen nach Alben

### Harry Styles
| Land/Region                  | Auszeichnungen für Musikverkäufe (Land/Region, Auszeichnung, Verkäufe) | Verkäufe  |
| ---------------------------- | ---------------------------------------------------------------------- | --------- |
| Australien (ARIA)            | 2× Platin                                                              | 140.000   |
| Belgien (BRMA)               | Gold                                                                   | 15.000    |
| Brasilien (PMB)              | 2× Platin                                                              | 80.000    |
| Dänemark (IFPI)              | 2× Platin                                                              | 40.000    |
| Deutschland (BVMI)           | Gold                                                                   | 100.000   |
| Frankreich (SNEP)            | Platin                                                                 | 100.000   |
| Island (IFPI)                | Gold                                                                   | 2.500     |
| Italien (FIMI)               | 2× Platin                                                              | 100.000   |
| Kanada (MC)                  | Platin                                                                 | 80.000    |
| Mexiko (AMPROFON)            | 3× Platin                                                              | 180.000   |
| Neuseeland (RMNZ)            | 3× Platin                                                              | 45.000    |
| Niederlande (NVPI)           | Gold                                                                   | 20.000    |
| Norwegen (IFPI)              | Gold                                                                   | 10.000    |
| Österreich (IFPI)            | Gold                                                                   | 7.500     |
| Polen (ZPAV)                 | 3× Platin                                                              | 60.000    |
| Portugal (AFP)               | Gold                                                                   | 7.500     |
| Schweden (IFPI)              | Gold                                                                   | 15.000    |
| Schweiz (IFPI)               | Gold                                                                   | 10.000    |
| Singapur (RIAS)              | Gold                                                                   | 5.000     |
| Vereinigte Staaten (RIAA)    | 2× Platin                                                              | 2.000.000 |
| Vereinigtes Königreich (BPI) | 2× Platin                                                              | 600.000   |
| Insgesamt                    | 10× Gold · 23× Platin ·                                                | 3.617.500 |

### Fine Line
| Land/Region                  | Auszeichnungen für Musikverkäufe (Land/Region, Auszeichnung, Verkäufe) | Verkäufe  |
| ---------------------------- | ---------------------------------------------------------------------- | --------- |
| Argentinien (CAPIF)          | 4× Platin                                                              | 80.000    |
| Australien (ARIA)            | 3× Platin                                                              | 210.000   |
| Belgien (BRMA)               | Gold                                                                   | 10.000    |
| Brasilien (PMB)              | 2× Diamant                                                             | 320.000   |
| Dänemark (IFPI)              | 4× Platin                                                              | 80.000    |
| Deutschland (BVMI)           | Gold                                                                   | 100.000   |
| Frankreich (SNEP)            | 2× Platin                                                              | 200.000   |
| Island (IFPI)                | Gold                                                                   | 2.500     |
| Italien (FIMI)               | 3× Platin                                                              | 150.000   |
| Kanada (MC)                  | 4× Platin                                                              | 320.000   |
| Mexiko (AMPROFON)            | Diamant                                                                | 300.000   |
| Neuseeland (RMNZ)            | 6× Platin                                                              | 90.000    |
| Norwegen (IFPI)              | Platin                                                                 | 20.000    |
| Österreich (IFPI)            | Platin                                                                 | 15.000    |
| Polen (ZPAV)                 | Diamant                                                                | 100.000   |
| Portugal (AFP)               | Platin                                                                 | 15.000    |
| Schweden (IFPI)              | Platin                                                                 | 30.000    |
| Schweiz (IFPI)               | Platin                                                                 | 20.000    |
| Singapur (RIAS)              | Platin                                                                 | 10.000    |
| Spanien (Promusicae)         | Platin                                                                 | 40.000    |
| Vereinigte Staaten (RIAA)    | 3× Platin                                                              | 3.000.000 |
| Vereinigtes Königreich (BPI) | 3× Platin                                                              | 900.000   |
| Insgesamt                    | 3× Gold · 40× Platin · 3× Diamant ·                                    | 6.012.500 |

### Harry’s House
| Land/Region                  | Auszeichnungen für Musikverkäufe (Land/Region, Auszeichnung, Verkäufe) | Verkäufe  |
| ---------------------------- | ---------------------------------------------------------------------- | --------- |
| Australien (ARIA)            | 2× Platin                                                              | 140.000   |
| Belgien (BRMA)               | Platin                                                                 | 20.000    |
| Brasilien (PMB)              | Diamant                                                                | 160.000   |
| Dänemark (IFPI)              | 3× Platin                                                              | 60.000    |
| Deutschland (BVMI)           | Gold                                                                   | 100.000   |
| Frankreich (SNEP)            | 2× Platin                                                              | 200.000   |
| Island (IFPI)                | Gold                                                                   | 2.500     |
| Italien (FIMI)               | 2× Platin                                                              | 100.000   |
| Kanada (MC)                  | 2× Platin                                                              | 160.000   |
| Neuseeland (RMNZ)            | 4× Platin                                                              | 60.000    |
| Österreich (IFPI)            | Gold                                                                   | 7.500     |
| Polen (ZPAV)                 | 4× Platin                                                              | 80.000    |
| Portugal (AFP)               | Gold                                                                   | 7.500     |
| Schweden (IFPI)              | Platin                                                                 | 30.000    |
| Spanien (Promusicae)         | 2× Platin                                                              | 80.000    |
| Ungarn (MAHASZ)              | 4× Platin                                                              | 16.000    |
| Vereinigte Staaten (RIAA)    | 2× Platin                                                              | 2.000.000 |
| Vereinigtes Königreich (BPI) | 3× Platin                                                              | 900.000   |
| Insgesamt                    | 4× Gold · 32× Platin · 1× Diamant ·                                    | 4.123.500 |

## Auszeichnungen nach Singles

### Sign of the Times
| Land/Region                  | Auszeichnungen für Musikverkäufe (Land/Region, Auszeichnung, Verkäufe) | Verkäufe   |
| ---------------------------- | ---------------------------------------------------------------------- | ---------- |
| Australien (ARIA)            | 7× Platin                                                              | 490.000    |
| Belgien (BRMA)               | Platin                                                                 | 30.000     |
| Brasilien (PMB)              | 2× Diamant                                                             | 320.000    |
| Dänemark (IFPI)              | 2× Platin                                                              | 180.000    |
| Deutschland (BVMI)           | 3× Gold                                                                | 600.000    |
| Frankreich (SNEP)            | Diamant                                                                | 333.333    |
| Italien (FIMI)               | 2× Platin                                                              | 100.000    |
| Kanada (MC)                  | 4× Platin                                                              | 320.000    |
| Mexiko (AMPROFON)            | 2× Diamant · + 7× Gold                                                 | 810.000    |
| Neuseeland (RMNZ)            | 5× Platin                                                              | 150.000    |
| Norwegen (IFPI)              | Platin                                                                 | 60.000     |
| Österreich (IFPI)            | Platin                                                                 | 30.000     |
| Polen (ZPAV)                 | 3× Platin                                                              | 150.000    |
| Portugal (AFP)               | Gold                                                                   | 5.000      |
| Schweden (IFPI)              | 2× Platin                                                              | 80.000     |
| Schweiz (IFPI)               | 2× Platin                                                              | 40.000     |
| Spanien (Promusicae)         | 2× Platin                                                              | 120.000    |
| Vereinigte Staaten (RIAA)    | 5× Platin                                                              | 5.000.000  |
| Vereinigtes Königreich (BPI) | 3× Platin                                                              | 1.800.000  |
| Insgesamt                    | 3× Gold · 44× Platin · 5× Diamant ·                                    | 10.618.333 |

### Sweet Creature
| Land/Region                  | Auszeichnungen für Musikverkäufe (Land/Region, Auszeichnung, Verkäufe) | Verkäufe  |
| ---------------------------- | ---------------------------------------------------------------------- | --------- |
| Australien (ARIA)            | 2× Platin                                                              | 140.000   |
| Brasilien (PMB)              | Platin                                                                 | 40.000    |
| Dänemark (IFPI)              | Gold                                                                   | 45.000    |
| Italien (FIMI)               | Gold                                                                   | 35.000    |
| Kanada (MC)                  | Platin                                                                 | 80.000    |
| Mexiko (AMPROFON)            | 3× Gold                                                                | 90.000    |
| Neuseeland (RMNZ)            | 2× Platin                                                              | 60.000    |
| Polen (ZPAV)                 | Gold                                                                   | 25.000    |
| Schweden (IFPI)              | Gold                                                                   | 20.000    |
| Spanien (Promusicae)         | Gold                                                                   | 30.000    |
| Vereinigte Staaten (RIAA)    | 2× Platin                                                              | 2.000.000 |
| Vereinigtes Königreich (BPI) | Platin                                                                 | 600.000   |
| Insgesamt                    | 6× Gold · 10× Platin ·                                                 | 3.165.000 |

### Two Ghosts
| Land/Region                  | Auszeichnungen für Musikverkäufe (Land/Region, Auszeichnung, Verkäufe) | Verkäufe  |
| ---------------------------- | ---------------------------------------------------------------------- | --------- |
| Australien (ARIA)            | Platin                                                                 | 70.000    |
| Brasilien (PMB)              | Platin                                                                 | 40.000    |
| Kanada (MC)                  | Gold                                                                   | 40.000    |
| Mexiko (AMPROFON)            | Platin                                                                 | 60.000    |
| Vereinigte Staaten (RIAA)    | Platin                                                                 | 1.000.000 |
| Vereinigtes Königreich (BPI) | Gold                                                                   | 400.000   |
| Insgesamt                    | 2× Gold · 4× Platin ·                                                  | 1.610.000 |

### Kiwi
| Land/Region                  | Auszeichnungen für Musikverkäufe (Land/Region, Auszeichnung, Verkäufe) | Verkäufe  |
| ---------------------------- | ---------------------------------------------------------------------- | --------- |
| Australien (ARIA)            | Platin                                                                 | 70.000    |
| Brasilien (PMB)              | Platin                                                                 | 40.000    |
| Dänemark (IFPI)              | Gold                                                                   | 45.000    |
| Italien (FIMI)               | Gold                                                                   | 50.000    |
| Kanada (MC)                  | Gold                                                                   | 40.000    |
| Mexiko (AMPROFON)            | 3× Gold                                                                | 90.000    |
| Neuseeland (RMNZ)            | Platin                                                                 | 30.000    |
| Polen (ZPAV)                 | Gold                                                                   | 25.000    |
| Spanien (Promusicae)         | Gold                                                                   | 30.000    |
| Vereinigte Staaten (RIAA)    | Platin                                                                 | 1.000.000 |
| Vereinigtes Königreich (BPI) | Platin                                                                 | 600.000   |
| Insgesamt                    | 6× Gold · 6× Platin ·                                                  | 2.020.000 |

### Lights Up
| Land/Region                  | Auszeichnungen für Musikverkäufe (Land/Region, Auszeichnung, Verkäufe) | Verkäufe  |
| ---------------------------- | ---------------------------------------------------------------------- | --------- |
| Australien (ARIA)            | 2× Platin                                                              | 140.000   |
| Brasilien (PMB)              | Diamant                                                                | 160.000   |
| Dänemark (IFPI)              | Gold                                                                   | 45.000    |
| Italien (FIMI)               | Gold                                                                   | 35.000    |
| Kanada (MC)                  | 2× Platin                                                              | 160.000   |
| Mexiko (AMPROFON)            | Platin                                                                 | 60.000    |
| Neuseeland (RMNZ)            | 2× Platin                                                              | 60.000    |
| Norwegen (IFPI)              | Gold                                                                   | 30.000    |
| Österreich (IFPI)            | Gold                                                                   | 15.000    |
| Polen (ZPAV)                 | Platin                                                                 | 20.000    |
| Portugal (AFP)               | Gold                                                                   | 5.000     |
| Spanien (Promusicae)         | Gold                                                                   | 30.000    |
| Vereinigte Staaten (RIAA)    | 2× Platin                                                              | 2.000.000 |
| Vereinigtes Königreich (BPI) | Platin                                                                 | 670.000   |
| Insgesamt                    | 6× Gold · 11× Platin · 1× Diamant ·                                    | 3.430.000 |

### Adore You
| Land/Region                  | Auszeichnungen für Musikverkäufe (Land/Region, Auszeichnung, Verkäufe) | Verkäufe   |
| ---------------------------- | ---------------------------------------------------------------------- | ---------- |
| Argentinien (CAPIF)          | Gold                                                                   | 10.000     |
| Australien (ARIA)            | 7× Platin                                                              | 490.000    |
| Belgien (BRMA)               | Platin                                                                 | 40.000     |
| Brasilien (PMB)              | 3× Diamant                                                             | 480.000    |
| Dänemark (IFPI)              | 2× Platin                                                              | 180.000    |
| Deutschland (BVMI)           | Gold                                                                   | 200.000    |
| Frankreich (SNEP)            | Platin                                                                 | 200.000    |
| Griechenland (IFPI)          | Gold                                                                   | 10.000     |
| Italien (FIMI)               | Platin                                                                 | 100.000    |
| Kanada (MC)                  | 6× Platin                                                              | 480.000    |
| Mexiko (AMPROFON)            | 2× Diamant · + Gold                                                    | 630.000    |
| Neuseeland (RMNZ)            | 5× Platin                                                              | 150.000    |
| Norwegen (IFPI)              | Platin                                                                 | 60.000     |
| Österreich (IFPI)            | Platin                                                                 | 30.000     |
| Polen (ZPAV)                 | 3× Platin                                                              | 60.000     |
| Portugal (AFP)               | 2× Platin                                                              | 20.000     |
| Schweiz (IFPI)               | Platin                                                                 | 20.000     |
| Spanien (Promusicae)         | 2× Platin                                                              | 120.000    |
| Südafrika (RISA)             | 2× Platin                                                              | 40.000     |
| Vereinigte Staaten (RIAA)    | 5× Platin                                                              | 5.000.000  |
| Vereinigtes Königreich (BPI) | 3× Platin                                                              | 1.800.000  |
| Insgesamt                    | 4× Gold · 43× Platin · 5× Diamant ·                                    | 10.120.000 |

### Falling
| Land/Region                  | Auszeichnungen für Musikverkäufe (Land/Region, Auszeichnung, Verkäufe) | Verkäufe  |
| ---------------------------- | ---------------------------------------------------------------------- | --------- |
| Australien (ARIA)            | 4× Platin                                                              | 280.000   |
| Brasilien (PMB)              | 2× Platin                                                              | 80.000    |
| Dänemark (IFPI)              | Platin                                                                 | 90.000    |
| Frankreich (SNEP)            | Gold                                                                   | 100.000   |
| Italien (FIMI)               | Gold                                                                   | 35.000    |
| Kanada (MC)                  | 4× Platin                                                              | 320.000   |
| Mexiko (AMPROFON)            | 5× Gold                                                                | 150.000   |
| Neuseeland (RMNZ)            | 4× Platin                                                              | 120.000   |
| Norwegen (IFPI)              | Gold                                                                   | 30.000    |
| Österreich (IFPI)            | Gold                                                                   | 15.000    |
| Polen (ZPAV)                 | Platin                                                                 | 50.000    |
| Portugal (AFP)               | Platin                                                                 | 10.000    |
| Spanien (Promusicae)         | Platin                                                                 | 60.000    |
| Südafrika (RISA)             | Platin                                                                 | 20.000    |
| Vereinigte Staaten (RIAA)    | 3× Platin                                                              | 3.000.000 |
| Vereinigtes Königreich (BPI) | 2× Platin                                                              | 1.300.000 |
| Insgesamt                    | 5× Gold · 26× Platin ·                                                 | 5.660.000 |

### Watermelon Sugar
| Land/Region                  | Auszeichnungen für Musikverkäufe (Land/Region, Auszeichnung, Verkäufe) | Verkäufe   |
| ---------------------------- | ---------------------------------------------------------------------- | ---------- |
| Argentinien (CAPIF)          | Platin                                                                 | 20.000     |
| Australien (ARIA)            | 12× Platin                                                             | 840.000    |
| Belgien (BRMA)               | Platin                                                                 | 40.000     |
| Brasilien (PMB)              | 3× Diamant                                                             | 480.000    |
| Dänemark (IFPI)              | 3× Platin                                                              | 270.000    |
| Deutschland (BVMI)           | 3× Gold                                                                | 600.000    |
| Frankreich (SNEP)            | Diamant                                                                | 333.333    |
| Griechenland (IFPI)          | 3× Platin                                                              | 60.000     |
| Italien (FIMI)               | 3× Platin                                                              | 300.000    |
| Kanada (MC)                  | Diamant                                                                | 800.000    |
| Mexiko (AMPROFON)            | Diamant · + 4× Platin                                                  | 540.000    |
| Neuseeland (RMNZ)            | 7× Platin                                                              | 210.000    |
| Norwegen (IFPI)              | 2× Platin                                                              | 120.000    |
| Österreich (IFPI)            | 3× Platin                                                              | 90.000     |
| Polen (ZPAV)                 | 4× Platin                                                              | 80.000     |
| Portugal (AFP)               | 8× Platin                                                              | 80.000     |
| Schweiz (IFPI)               | 2× Platin                                                              | 40.000     |
| Spanien (Promusicae)         | 4× Platin                                                              | 240.000    |
| Südafrika (RISA)             | 3× Platin                                                              | 60.000     |
| Vereinigte Staaten (RIAA)    | 7× Platin                                                              | 7.000.000  |
| Vereinigtes Königreich (BPI) | 4× Platin                                                              | 2.400.000  |
| Insgesamt                    | 1× Gold · 72× Platin · 6× Diamant ·                                    | 14.543.333 |

### Golden
| Land/Region                  | Auszeichnungen für Musikverkäufe (Land/Region, Auszeichnung, Verkäufe) | Verkäufe  |
| ---------------------------- | ---------------------------------------------------------------------- | --------- |
| Australien (ARIA)            | 3× Platin                                                              | 210.000   |
| Brasilien (PMB)              | Diamant                                                                | 160.000   |
| Dänemark (IFPI)              | Gold                                                                   | 45.000    |
| Frankreich (SNEP)            | Gold                                                                   | 100.000   |
| Griechenland (IFPI)          | Gold                                                                   | 10.000    |
| Italien (FIMI)               | Platin                                                                 | 70.000    |
| Kanada (MC)                  | 2× Platin                                                              | 160.000   |
| Mexiko (AMPROFON)            | 9× Gold                                                                | 270.000   |
| Neuseeland (RMNZ)            | 2× Platin                                                              | 60.000    |
| Österreich (IFPI)            | Gold                                                                   | 15.000    |
| Polen (ZPAV)                 | Platin                                                                 | 50.000    |
| Portugal (AFP)               | Platin                                                                 | 10.000    |
| Spanien (Promusicae)         | Platin                                                                 | 60.000    |
| Südafrika (RISA)             | Gold                                                                   | 10.000    |
| Vereinigte Staaten (RIAA)    | 2× Platin                                                              | 2.000.000 |
| Vereinigtes Königreich (BPI) | Platin                                                                 | 600.000   |
| Insgesamt                    | 6× Gold · 18× Platin · 1× Diamant ·                                    | 3.830.000 |

### As It Was
| Land/Region                  | Auszeichnungen für Musikverkäufe (Land/Region, Auszeichnung, Verkäufe) | Verkäufe   |
| ---------------------------- | ---------------------------------------------------------------------- | ---------- |
| Australien (ARIA)            | 12× Platin                                                             | 840.000    |
| Brasilien (PMB)              | 10× Diamant                                                            | 1.600.000  |
| Dänemark (IFPI)              | 3× Platin                                                              | 270.000    |
| Deutschland (BVMI)           | 3× Gold                                                                | 600.000    |
| Frankreich (SNEP)            | Diamant                                                                | 333.333    |
| Griechenland (IFPI)          | Diamant                                                                | 100.000    |
| Italien (FIMI)               | 5× Platin                                                              | 500.000    |
| Kanada (MC)                  | 8× Platin                                                              | 640.000    |
| Mexiko (AMPROFON)            | 2× Diamant                                                             | 1.400.000  |
| Neuseeland (RMNZ)            | 6× Platin                                                              | 180.000    |
| Österreich (IFPI)            | 2× Platin                                                              | 60.000     |
| Polen (ZPAV)                 | Diamant                                                                | 250.000    |
| Portugal (AFP)               | 9× Platin                                                              | 90.000     |
| Schweden (IFPI)              | 2× Platin                                                              | 160.000    |
| Schweiz (IFPI)               | 4× Platin                                                              | 80.000     |
| Spanien (Promusicae)         | 6× Platin                                                              | 360.000    |
| Südafrika (RISA)             | Platin                                                                 | 20.000     |
| Ungarn (MAHASZ)              | 8× Platin                                                              | 32.000     |
| Vereinigte Staaten (RIAA)    | 6× Platin                                                              | 6.000.000  |
| Vereinigtes Königreich (BPI) | 5× Platin                                                              | 3.000.000  |
| Insgesamt                    | 1× Gold · 78× Platin · 15× Diamant ·                                   | 16.515.333 |

### Late Night Talking
| Land/Region                  | Auszeichnungen für Musikverkäufe (Land/Region, Auszeichnung, Verkäufe) | Verkäufe  |
| ---------------------------- | ---------------------------------------------------------------------- | --------- |
| Australien (ARIA)            | 3× Platin                                                              | 210.000   |
| Brasilien (PMB)              | 2× Diamant                                                             | 320.000   |
| Dänemark (IFPI)              | Platin                                                                 | 90.000    |
| Frankreich (SNEP)            | Platin                                                                 | 200.000   |
| Griechenland (IFPI)          | Gold                                                                   | 10.000    |
| Italien (FIMI)               | Platin                                                                 | 100.000   |
| Kanada (MC)                  | 3× Platin                                                              | 240.000   |
| Mexiko (AMPROFON)            | 3× Gold                                                                | 210.000   |
| Neuseeland (RMNZ)            | Platin                                                                 | 30.000    |
| Polen (ZPAV)                 | Platin                                                                 | 50.000    |
| Portugal (AFP)               | Platin                                                                 | 10.000    |
| Schweden (IFPI)              | Gold                                                                   | 40.000    |
| Schweiz (IFPI)               | Gold                                                                   | 10.000    |
| Spanien (Promusicae)         | Platin                                                                 | 60.000    |
| Vereinigte Staaten (RIAA)    | 2× Platin                                                              | 2.000.000 |
| Vereinigtes Königreich (BPI) | 2× Platin                                                              | 1.200.000 |
| Insgesamt                    | 4× Gold · 18× Platin · 2× Diamant ·                                    | 4.780.000 |

### Music for a Sushi Restaurant
| Land/Region                  | Auszeichnungen für Musikverkäufe (Land/Region, Auszeichnung, Verkäufe) | Verkäufe  |
| ---------------------------- | ---------------------------------------------------------------------- | --------- |
| Australien (ARIA)            | Platin                                                                 | 70.000    |
| Brasilien (PMB)              | 2× Platin                                                              | 80.000    |
| Kanada (MC)                  | Platin                                                                 | 80.000    |
| Mexiko (AMPROFON)            | Gold                                                                   | 70.000    |
| Neuseeland (RMNZ)            | Gold                                                                   | 15.000    |
| Polen (ZPAV)                 | Gold                                                                   | 25.000    |
| Spanien (Promusicae)         | Gold                                                                   | 30.000    |
| Vereinigte Staaten (RIAA)    | Platin                                                                 | 1.000.000 |
| Vereinigtes Königreich (BPI) | Platin                                                                 | 600.000   |
| Insgesamt                    | 4× Gold · 6× Platin ·                                                  | 1.970.000 |

### Satellite
| Land/Region                  | Auszeichnungen für Musikverkäufe (Land/Region, Auszeichnung, Verkäufe) | Verkäufe  |
| ---------------------------- | ---------------------------------------------------------------------- | --------- |
| Australien (ARIA)            | Platin                                                                 | 70.000    |
| Brasilien (PMB)              | 3× Platin                                                              | 120.000   |
| Italien (FIMI)               | Gold                                                                   | 50.000    |
| Kanada (MC)                  | Platin                                                                 | 80.000    |
| Neuseeland (RMNZ)            | Gold                                                                   | 15.000    |
| Polen (ZPAV)                 | Gold                                                                   | 25.000    |
| Portugal (AFP)               | Gold                                                                   | 5.000     |
| Spanien (Promusicae)         | Gold                                                                   | 30.000    |
| Vereinigte Staaten (RIAA)    | Platin                                                                 | 1.000.000 |
| Vereinigtes Königreich (BPI) | Platin                                                                 | 600.000   |
| Insgesamt                    | 5× Gold · 7× Platin ·                                                  | 1.995.000 |

## Auszeichnungen nach Liedern

### Carolina
| Land/Region                  | Auszeichnungen für Musikverkäufe (Land/Region, Auszeichnung, Verkäufe) | Verkäufe |
| ---------------------------- | ---------------------------------------------------------------------- | -------- |
| Brasilien (PMB)              | Gold                                                                   | 20.000   |
| Vereinigte Staaten (RIAA)    | Gold                                                                   | 500.000  |
| Vereinigtes Königreich (BPI) | Silber                                                                 | 200.000  |
| Insgesamt                    | 1× Silber · 2× Gold ·                                                  | 720.000  |

### Meet Me in the Hallway
| Land/Region                  | Auszeichnungen für Musikverkäufe (Land/Region, Auszeichnung, Verkäufe) | Verkäufe |
| ---------------------------- | ---------------------------------------------------------------------- | -------- |
| Brasilien (PMB)              | Gold                                                                   | 20.000   |
| Vereinigte Staaten (RIAA)    | Gold                                                                   | 500.000  |
| Vereinigtes Königreich (BPI) | Silber                                                                 | 200.000  |
| Insgesamt                    | 1× Silber · 2× Gold ·                                                  | 720.000  |

### Only Angel
| Land/Region                  | Auszeichnungen für Musikverkäufe (Land/Region, Auszeichnung, Verkäufe) | Verkäufe |
| ---------------------------- | ---------------------------------------------------------------------- | -------- |
| Australien (ARIA)            | Gold                                                                   | 35.000   |
| Brasilien (PMB)              | Gold                                                                   | 20.000   |
| Vereinigte Staaten (RIAA)    | Gold                                                                   | 500.000  |
| Vereinigtes Königreich (BPI) | Silber                                                                 | 200.000  |
| Insgesamt                    | 1× Silber · 3× Gold ·                                                  | 755.000  |

### Ever Since New York
| Land/Region                  | Auszeichnungen für Musikverkäufe (Land/Region, Auszeichnung, Verkäufe) | Verkäufe |
| ---------------------------- | ---------------------------------------------------------------------- | -------- |
| Brasilien (PMB)              | Gold                                                                   | 20.000   |
| Vereinigte Staaten (RIAA)    | Gold                                                                   | 500.000  |
| Vereinigtes Königreich (BPI) | Silber                                                                 | 200.000  |
| Insgesamt                    | 1× Silber · 2× Gold ·                                                  | 720.000  |

### Woman
| Land/Region                  | Auszeichnungen für Musikverkäufe (Land/Region, Auszeichnung, Verkäufe) | Verkäufe |
| ---------------------------- | ---------------------------------------------------------------------- | -------- |
| Australien (ARIA)            | Gold                                                                   | 35.000   |
| Brasilien (PMB)              | Gold                                                                   | 20.000   |
| Vereinigte Staaten (RIAA)    | Gold                                                                   | 500.000  |
| Vereinigtes Königreich (BPI) | Silber                                                                 | 200.000  |
| Insgesamt                    | 1× Silber · 3× Gold ·                                                  | 755.000  |

### From the Dining Table
| Land/Region                  | Auszeichnungen für Musikverkäufe (Land/Region, Auszeichnung, Verkäufe) | Verkäufe  |
| ---------------------------- | ---------------------------------------------------------------------- | --------- |
| Australien (ARIA)            | Platin                                                                 | 70.000    |
| Brasilien (PMB)              | Gold                                                                   | 20.000    |
| Vereinigte Staaten (RIAA)    | Platin                                                                 | 1.000.000 |
| Vereinigtes Königreich (BPI) | Silber                                                                 | 200.000   |
| Insgesamt                    | 1× Silber · 1× Gold · 2× Platin ·                                      | 1.290.000 |

### Girl Crush
| Land/Region                  | Auszeichnungen für Musikverkäufe (Land/Region, Auszeichnung, Verkäufe) | Verkäufe |
| ---------------------------- | ---------------------------------------------------------------------- | -------- |
| Australien (ARIA)            | Gold                                                                   | 35.000   |
| Brasilien (PMB)              | Gold                                                                   | 20.000   |
| Vereinigtes Königreich (BPI) | Silber                                                                 | 200.000  |
| Insgesamt                    | 1× Silber · 2× Gold ·                                                  | 255.000  |

### Cherry
| Land/Region                  | Auszeichnungen für Musikverkäufe (Land/Region, Auszeichnung, Verkäufe) | Verkäufe  |
| ---------------------------- | ---------------------------------------------------------------------- | --------- |
| Australien (ARIA)            | Platin                                                                 | 70.000    |
| Brasilien (PMB)              | Platin                                                                 | 40.000    |
| Kanada (MC)                  | Gold                                                                   | 40.000    |
| Vereinigte Staaten (RIAA)    | Platin                                                                 | 1.000.000 |
| Vereinigtes Königreich (BPI) | Gold                                                                   | 400.000   |
| Insgesamt                    | 2× Gold · 3× Platin ·                                                  | 1.550.000 |

### She
| Land/Region                  | Auszeichnungen für Musikverkäufe (Land/Region, Auszeichnung, Verkäufe) | Verkäufe  |
| ---------------------------- | ---------------------------------------------------------------------- | --------- |
| Australien (ARIA)            | Gold                                                                   | 35.000    |
| Brasilien (PMB)              | Platin                                                                 | 40.000    |
| Mexiko (AMPROFON)            | Platin                                                                 | 60.000    |
| Polen (ZPAV)                 | Gold                                                                   | 25.000    |
| Vereinigte Staaten (RIAA)    | Platin                                                                 | 1.000.000 |
| Vereinigtes Königreich (BPI) | Silber                                                                 | 200.000   |
| Insgesamt                    | 1× Silber · 2× Gold · 3× Platin ·                                      | 1.360.000 |

### Sunflower, Vol. 6
| Land/Region                  | Auszeichnungen für Musikverkäufe (Land/Region, Auszeichnung, Verkäufe) | Verkäufe  |
| ---------------------------- | ---------------------------------------------------------------------- | --------- |
| Australien (ARIA)            | Gold                                                                   | 35.000    |
| Brasilien (PMB)              | Platin                                                                 | 40.000    |
| Kanada (MC)                  | Gold                                                                   | 40.000    |
| Vereinigte Staaten (RIAA)    | Platin                                                                 | 1.000.000 |
| Vereinigtes Königreich (BPI) | Silber                                                                 | 200.000   |
| Insgesamt                    | 1× Silber · 2× Gold · 2× Platin ·                                      | 1.315.000 |

### Fine Line
| Land/Region                  | Auszeichnungen für Musikverkäufe (Land/Region, Auszeichnung, Verkäufe) | Verkäufe  |
| ---------------------------- | ---------------------------------------------------------------------- | --------- |
| Australien (ARIA)            | Platin                                                                 | 70.000    |
| Brasilien (PMB)              | Platin                                                                 | 40.000    |
| Dänemark (IFPI)              | Gold                                                                   | 45.000    |
| Mexiko (AMPROFON)            | Platin                                                                 | 60.000    |
| Polen (ZPAV)                 | Gold                                                                   | 25.000    |
| Spanien (Promusicae)         | Gold                                                                   | 30.000    |
| Vereinigte Staaten (RIAA)    | Platin                                                                 | 1.000.000 |
| Vereinigtes Königreich (BPI) | Platin                                                                 | 600.000   |
| Insgesamt                    | 3× Gold · 5× Platin ·                                                  | 1.870.000 |

### To Be So Lonely
| Land/Region                  | Auszeichnungen für Musikverkäufe (Land/Region, Auszeichnung, Verkäufe) | Verkäufe |
| ---------------------------- | ---------------------------------------------------------------------- | -------- |
| Australien (ARIA)            | Gold                                                                   | 35.000   |
| Brasilien (PMB)              | Platin                                                                 | 40.000   |
| Kanada (MC)                  | Gold                                                                   | 40.000   |
| Vereinigte Staaten (RIAA)    | Gold                                                                   | 500.000  |
| Vereinigtes Königreich (BPI) | Silber                                                                 | 200.000  |
| Insgesamt                    | 1× Silber · 3× Gold · 1× Platin ·                                      | 815.000  |

### Canyon Moon
| Land/Region                  | Auszeichnungen für Musikverkäufe (Land/Region, Auszeichnung, Verkäufe) | Verkäufe |
| ---------------------------- | ---------------------------------------------------------------------- | -------- |
| Australien (ARIA)            | Gold                                                                   | 35.000   |
| Brasilien (PMB)              | Platin                                                                 | 40.000   |
| Vereinigte Staaten (RIAA)    | Gold                                                                   | 500.000  |
| Vereinigtes Königreich (BPI) | Silber                                                                 | 200.000  |
| Insgesamt                    | 1× Silber · 2× Gold · 1× Platin ·                                      | 775.000  |

### Treat People With Kindness
| Land/Region                  | Auszeichnungen für Musikverkäufe (Land/Region, Auszeichnung, Verkäufe) | Verkäufe |
| ---------------------------- | ---------------------------------------------------------------------- | -------- |
| Brasilien (PMB)              | Platin                                                                 | 40.000   |
| Mexiko (AMPROFON)            | Gold                                                                   | 30.000   |
| Vereinigte Staaten (RIAA)    | Gold                                                                   | 500.000  |
| Vereinigtes Königreich (BPI) | Silber                                                                 | 200.000  |
| Insgesamt                    | 1× Silber · 2× Gold · 1× Platin ·                                      | 770.000  |

### Matilda
| Land/Region                  | Auszeichnungen für Musikverkäufe (Land/Region, Auszeichnung, Verkäufe) | Verkäufe  |
| ---------------------------- | ---------------------------------------------------------------------- | --------- |
| Australien (ARIA)            | Platin                                                                 | 70.000    |
| Brasilien (PMB)              | Diamant                                                                | 160.000   |
| Dänemark (IFPI)              | Gold                                                                   | 45.000    |
| Italien (FIMI)               | Gold                                                                   | 50.000    |
| Kanada (MC)                  | Platin                                                                 | 80.000    |
| Mexiko (AMPROFON)            | Platin                                                                 | 140.000   |
| Neuseeland (RMNZ)            | Gold                                                                   | 15.000    |
| Polen (ZPAV)                 | Gold                                                                   | 25.000    |
| Portugal (AFP)               | Gold                                                                   | 5.000     |
| Spanien (Promusicae)         | Gold                                                                   | 30.000    |
| Vereinigte Staaten (RIAA)    | Platin                                                                 | 1.000.000 |
| Vereinigtes Königreich (BPI) | Platin                                                                 | 600.000   |
| Insgesamt                    | 6× Gold · 5× Platin · 1× Diamant ·                                     | 2.220.000 |

### Daylight
| Land/Region                  | Auszeichnungen für Musikverkäufe (Land/Region, Auszeichnung, Verkäufe) | Verkäufe  |
| ---------------------------- | ---------------------------------------------------------------------- | --------- |
| Australien (ARIA)            | Platin                                                                 | 70.000    |
| Brasilien (PMB)              | 2× Platin                                                              | 80.000    |
| Kanada (MC)                  | Platin                                                                 | 80.000    |
| Polen (ZPAV)                 | Gold                                                                   | 25.000    |
| Spanien (Promusicae)         | Gold                                                                   | 30.000    |
| Vereinigte Staaten (RIAA)    | Gold                                                                   | 500.000   |
| Vereinigtes Königreich (BPI) | Gold                                                                   | 400.000   |
| Insgesamt                    | 4× Gold · 4× Platin ·                                                  | 1.185.000 |

### Little Freak
| Land/Region                  | Auszeichnungen für Musikverkäufe (Land/Region, Auszeichnung, Verkäufe) | Verkäufe  |
| ---------------------------- | ---------------------------------------------------------------------- | --------- |
| Australien (ARIA)            | Platin                                                                 | 70.000    |
| Brasilien (PMB)              | 2× Platin                                                              | 80.000    |
| Kanada (MC)                  | Platin                                                                 | 80.000    |
| Polen (ZPAV)                 | Gold                                                                   | 25.000    |
| Spanien (Promusicae)         | Gold                                                                   | 30.000    |
| Vereinigte Staaten (RIAA)    | Gold                                                                   | 500.000   |
| Vereinigtes Königreich (BPI) | Gold                                                                   | 400.000   |
| Insgesamt                    | 4× Gold · 4× Platin ·                                                  | 1.185.000 |

### Grapejuice
| Land/Region                  | Auszeichnungen für Musikverkäufe (Land/Region, Auszeichnung, Verkäufe) | Verkäufe |
| ---------------------------- | ---------------------------------------------------------------------- | -------- |
| Brasilien (PMB)              | Platin                                                                 | 40.000   |
| Kanada (MC)                  | Gold                                                                   | 40.000   |
| Vereinigte Staaten (RIAA)    | Gold                                                                   | 500.000  |
| Vereinigtes Königreich (BPI) | Silber                                                                 | 200.000  |
| Insgesamt                    | 1× Silber · 2× Gold · 1× Platin ·                                      | 780.000  |

### Cinema
| Land/Region                  | Auszeichnungen für Musikverkäufe (Land/Region, Auszeichnung, Verkäufe) | Verkäufe |
| ---------------------------- | ---------------------------------------------------------------------- | -------- |
| Australien (ARIA)            | Gold                                                                   | 35.000   |
| Brasilien (PMB)              | Platin                                                                 | 40.000   |
| Vereinigte Staaten (RIAA)    | Gold                                                                   | 500.000  |
| Vereinigtes Königreich (BPI) | Silber                                                                 | 200.000  |
| Insgesamt                    | 1× Silber · 2× Gold · 1× Platin ·                                      | 775.000  |

### Daydreaming
| Land/Region                  | Auszeichnungen für Musikverkäufe (Land/Region, Auszeichnung, Verkäufe) | Verkäufe |
| ---------------------------- | ---------------------------------------------------------------------- | -------- |
| Australien (ARIA)            | Gold                                                                   | 35.000   |
| Brasilien (PMB)              | Platin                                                                 | 40.000   |
| Kanada (MC)                  | Gold                                                                   | 40.000   |
| Vereinigte Staaten (RIAA)    | Gold                                                                   | 500.000  |
| Vereinigtes Königreich (BPI) | Silber                                                                 | 200.000  |
| Insgesamt                    | 1× Silber · 3× Gold · 1× Platin ·                                      | 815.000  |

### Keep Driving
| Land/Region                  | Auszeichnungen für Musikverkäufe (Land/Region, Auszeichnung, Verkäufe) | Verkäufe  |
| ---------------------------- | ---------------------------------------------------------------------- | --------- |
| Australien (ARIA)            | Gold                                                                   | 35.000    |
| Brasilien (PMB)              | Platin                                                                 | 40.000    |
| Kanada (MC)                  | Gold                                                                   | 40.000    |
| Vereinigte Staaten (RIAA)    | Gold                                                                   | 500.000   |
| Vereinigtes Königreich (BPI) | Gold                                                                   | 400.000   |
| Insgesamt                    | 4× Gold · 1× Platin ·                                                  | 1.015.000 |

### Love of My Life
| Land/Region               | Auszeichnungen für Musikverkäufe (Land/Region, Auszeichnung, Verkäufe) | Verkäufe |
| ------------------------- | ---------------------------------------------------------------------- | -------- |
| Australien (ARIA)         | Gold                                                                   | 35.000   |
| Brasilien (PMB)           | 2× Platin                                                              | 80.000   |
| Kanada (MC)               | Gold                                                                   | 40.000   |
| Mexiko (AMPROFON)         | Gold                                                                   | 70.000   |
| Vereinigte Staaten (RIAA) | Gold                                                                   | 500.000  |
| Insgesamt                 | 4× Gold · 2× Platin ·                                                  | 725.000  |

### Boyfriends
| Land/Region                  | Auszeichnungen für Musikverkäufe (Land/Region, Auszeichnung, Verkäufe) | Verkäufe |
| ---------------------------- | ---------------------------------------------------------------------- | -------- |
| Brasilien (PMB)              | Platin                                                                 | 40.000   |
| Kanada (MC)                  | Gold                                                                   | 40.000   |
| Vereinigte Staaten (RIAA)    | Gold                                                                   | 500.000  |
| Vereinigtes Königreich (BPI) | Silber                                                                 | 200.000  |
| Insgesamt                    | 1× Silber · 2× Gold · 1× Platin ·                                      | 780.000  |

## Auszeichnungen nach Autorenbeteiligungen

### Story of My Life (One Direction)
| Land/Region                  | Auszeichnungen für Musikverkäufe (Land/Region, Auszeichnung, Verkäufe) | Verkäufe  |
| ---------------------------- | ---------------------------------------------------------------------- | --------- |
| Australien (ARIA)            | 4× Platin                                                              | 280.000   |
| Dänemark (IFPI)              | 2× Platin                                                              | 180.000   |
| Deutschland (BVMI)           | 3× Gold                                                                | 450.000   |
| Griechenland (IFPI)          | Platin                                                                 | 20.000    |
| Italien (FIMI)               | Platin                                                                 | 30.000    |
| Japan (RIAJ)                 | Platin                                                                 | 250.000   |
| Kanada (MC)                  | 4× Platin                                                              | 320.000   |
| Mexiko (AMPROFON)            | 3× Gold                                                                | 90.000    |
| Neuseeland (RMNZ)            | 4× Platin                                                              | 120.000   |
| Norwegen (IFPI)              | 5× Platin                                                              | 50.000    |
| Schweden (IFPI)              | Gold                                                                   | 20.000    |
| Schweiz (IFPI)               | Gold                                                                   | 15.000    |
| Spanien (Promusicae)         | 2× Platin                                                              | 120.000   |
| Vereinigte Staaten (RIAA)    | 3× Platin                                                              | 3.000.000 |
| Vereinigtes Königreich (BPI) | 3× Platin                                                              | 1.800.000 |
| Insgesamt                    | 4× Gold · 32× Platin ·                                                 | 6.745.000 |

### Night Changes (One Direction)
| Land/Region                  | Auszeichnungen für Musikverkäufe (Land/Region, Auszeichnung, Verkäufe) | Verkäufe  |
| ---------------------------- | ---------------------------------------------------------------------- | --------- |
| Australien (ARIA)            | 6× Platin                                                              | 420.000   |
| Dänemark (IFPI)              | Platin                                                                 | 90.000    |
| Griechenland (IFPI)          | Platin                                                                 | 20.000    |
| Italien (FIMI)               | Platin                                                                 | 100.000   |
| Kanada (MC)                  | Platin                                                                 | 80.000    |
| Mexiko (AMPROFON)            | Platin                                                                 | 60.000    |
| Neuseeland (RMNZ)            | 4× Platin                                                              | 120.000   |
| Spanien (Promusicae)         | Platin                                                                 | 60.000    |
| Vereinigte Staaten (RIAA)    | Platin                                                                 | 1.010.000 |
| Vereinigtes Königreich (BPI) | 2× Platin                                                              | 1.200.000 |
| Insgesamt                    | 19× Platin ·                                                           | 3.160.000 |

### Perfect (One Direction)
| Land/Region                  | Auszeichnungen für Musikverkäufe (Land/Region, Auszeichnung, Verkäufe) | Verkäufe  |
| ---------------------------- | ---------------------------------------------------------------------- | --------- |
| Australien (ARIA)            | 3× Platin                                                              | 210.000   |
| Dänemark (IFPI)              | Platin                                                                 | 90.000    |
| Italien (FIMI)               | Platin                                                                 | 50.000    |
| Kanada (MC)                  | 2× Platin                                                              | 160.000   |
| Mexiko (AMPROFON)            | 5× Gold                                                                | 150.000   |
| Neuseeland (RMNZ)            | 2× Platin                                                              | 60.000    |
| Spanien (Promusicae)         | Gold                                                                   | 30.000    |
| Südafrika (RISA)             | Gold                                                                   | 10.000    |
| Vereinigte Staaten (RIAA)    | —                                                                      | 817.000   |
| Vereinigtes Königreich (BPI) | Platin                                                                 | 600.000   |
| Insgesamt                    | 3× Gold · 12× Platin ·                                                 | 2.177.000 |

### Where Do Broken Hearts Go (One Direction)
| Land/Region                  | Auszeichnungen für Musikverkäufe (Land/Region, Auszeichnung, Verkäufe) | Verkäufe |
| ---------------------------- | ---------------------------------------------------------------------- | -------- |
| Vereinigtes Königreich (BPI) | Silber                                                                 | 200.000  |
| Insgesamt                    | 1× Silber ·                                                            | 200.000  |

### If I Could Fly (One Direction)
| Land/Region                  | Auszeichnungen für Musikverkäufe (Land/Region, Auszeichnung, Verkäufe) | Verkäufe |
| ---------------------------- | ---------------------------------------------------------------------- | -------- |
| Italien (FIMI)               | Gold                                                                   | 35.000   |
| Mexiko (AMPROFON)            | Gold                                                                   | 30.000   |
| Vereinigtes Königreich (BPI) | Silber                                                                 | 200.000  |
| Insgesamt                    | 1× Silber · 2× Gold ·                                                  | 265.000  |

### Olivia (One Direction)
| Land/Region                  | Auszeichnungen für Musikverkäufe (Land/Region, Auszeichnung, Verkäufe) | Verkäufe |
| ---------------------------- | ---------------------------------------------------------------------- | -------- |
| Vereinigtes Königreich (BPI) | Silber                                                                 | 200.000  |
| Insgesamt                    | 1× Silber ·                                                            | 200.000  |

### A.M. (One Direction)
| Land/Region       | Auszeichnungen für Musikverkäufe (Land/Region, Auszeichnung, Verkäufe) | Verkäufe |
| ----------------- | ---------------------------------------------------------------------- | -------- |
| Mexiko (AMPROFON) | Gold                                                                   | 30.000   |
| Insgesamt         | 1× Gold ·                                                              | 30.000   |

## Auszeichnungen nach Musikstreamings

### Story of My Life (One Direction)
| Land/Region          | Auszeichnungen für Musikverkäufe (Land/Region, Auszeichnung, Verkäufe) | Verkäufe   |
| -------------------- | ---------------------------------------------------------------------- | ---------- |
| Dänemark (IFPI)      | Platin                                                                 | 1.800.000  |
| Japan (RIAJ)         | Gold                                                                   | 50.000.000 |
| Spanien (Promusicae) | Gold                                                                   | 4.000.000  |
| Insgesamt            | 2× Gold · 1× Platin ·                                                  | 55.800.000 |

### As It Was
| Land/Region  | Auszeichnungen für Musikverkäufe (Land/Region, Auszeichnung, Verkäufe) | Verkäufe   |
| ------------ | ---------------------------------------------------------------------- | ---------- |
| Japan (RIAJ) | Gold                                                                   | 50.000.000 |
| Insgesamt    | 1× Gold ·                                                              | 50.000.000 |

## Statistik und Quellen
| Land/RegionAuszeichnungen für Musikverkäufe (Land/Region, Auszeichnungen, Verkäufe, Quellen) | Silber       | Gold         | Platin         | Diamant       | Verkäufe   | Quellen              |
| -------------------------------------------------------------------------------------------- | ------------ | ------------ | -------------- | ------------- | ---------- | -------------------- |
| Argentinien (CAPIF)                                                                          | —            | Gold1        | 5× Platin5     | —             | 110.000    | Einzelnachweise      |
| Australien (ARIA)                                                                            | —            | 11× Gold11   | 82× Platin82   | —             | 6.125.000  | aria.com.au          |
| Belgien (BRMA)                                                                               | —            | 2× Gold2     | 4× Platin4     | —             | 155.000    | ultratop.be          |
| Brasilien (PMB)                                                                              | —            | 7× Gold7     | 30× Platin30   | 26× Diamant26 | 5.500.000  | pro-musicabr.org.br  |
| Dänemark (IFPI)                                                                              | —            | 6× Gold6     | 26× Platin26   | —             | 1.890.000  | ifpi.dk              |
| Deutschland (BVMI)                                                                           | —            | 8× Gold8     | 4× Platin4     | —             | 2.750.000  | musikindustrie.de    |
| Frankreich (SNEP)                                                                            | —            | 2× Gold2     | 7× Platin7     | 3× Diamant3   | 2.099.999  | snepmusique.com      |
| Griechenland (IFPI)                                                                          | —            | 3× Gold3     | 5× Platin5     | Diamant1      | 230.000    | Einzelnachweise      |
| Island (IFPI)                                                                                | —            | 3× Gold3     | —              | —             | 7.500      | Einzelnachweise      |
| Italien (FIMI)                                                                               | —            | 7× Gold7     | 23× Platin23   | —             | 1.990.000  | fimi.it              |
| Japan (RIAJ)                                                                                 | —            | 2× Gold2     | Platin1        | —             | 250.000    | riaj.or.jp           |
| Kanada (MC)                                                                                  | —            | 10× Gold10   | 49× Platin49   | Diamant1      | 5.120.000  | musiccanada.com      |
| Mexiko (AMPROFON)                                                                            | —            | 14× Gold14   | 27× Platin27   | 8× Diamant8   | 5.520.000  | amprofon.com.mx      |
| Neuseeland (RMNZ)                                                                            | —            | 2× Gold2     | 59× Platin59   | —             | 1.590.000  | radioscope.co.nz NZ2 |
| Niederlande (NVPI)                                                                           | —            | Gold1        | —              | —             | 20.000     | nvpi.nl              |
| Norwegen (IFPI)                                                                              | —            | 3× Gold3     | 10× Platin10   | —             | 380.000    | ifpi.no              |
| Österreich (IFPI)                                                                            | —            | 6× Gold6     | 9× Platin9     | —             | 315.000    | ifpi.at              |
| Polen (ZPAV)                                                                                 | —            | 11× Gold11   | 20× Platin20   | 2× Diamant2   | 1.175.000  | olis.pl              |
| Portugal (AFP)                                                                               | —            | 6× Gold6     | 23× Platin23   | —             | 270.000    | Einzelnachweise      |
| Schweden (IFPI)                                                                              | —            | 4× Gold4     | 6× Platin6     | —             | 395.000    | sverigetopplistan.se |
| Schweiz (IFPI)                                                                               | —            | 2× Gold2     | 9× Platin9     | —             | 205.000    | hitparade.ch         |
| Singapur (RIAS)                                                                              | —            | Gold1        | Platin1        | —             | 15.000     | rias.org.sg          |
| Spanien (Promusicae)                                                                         | —            | 11× Gold11   | 23× Platin23   | —             | 1.620.000  | elportaldemusica.es  |
| Südafrika (RISA)                                                                             | —            | 2× Gold2     | 7× Platin7     | —             | 160.000    | Einzelnachweise      |
| Ungarn (MAHASZ)                                                                              | —            | —            | 12× Platin12   | —             | 48.000     | slagerlistak.hu      |
| Vereinigte Staaten (RIAA)                                                                    | —            | 16× Gold16   | 55× Platin55   | —             | 63.827.000 | riaa.com             |
| Vereinigtes Königreich (BPI)                                                                 | 19× Silber19 | 5× Gold5     | 41× Platin41   | —             | 28.170.000 | bpi.co.uk            |
| Insgesamt                                                                                    | 19× Silber19 | 146× Gold146 | 538× Platin538 | 41× Diamant41 |            |                      |